# Mizuka Kano
Mizuka Kano (* 1978 in Tokyo) ist eine japanische klassische Pianistin, die seit 2003 in Berlin lebt.

## Leben und Wirken
Mizuka Kano erhielt ihren ersten Klavierunterricht im Alter von vier Jahren von ihrer Mutter und ein Jahr später an der örtlichen Musikschule. Nach dem Besuch des Toho Gymnasiums für Musik in Tokyo studierte sie an der Toho Gakuen Hochschule für Musik bei Hidemitsu Hayashi, Mikako Abe und Michail Woskressensky. 
2003 setzte sie ihr Studium an der Universität der Künste Berlin bei Klaus Hellwig fort und schloss ihr Studium 2012 mit dem Konzertexamen ab. Außerdem absolvierte sie Meisterkurse bei Sergio Perticaroli, Joaquín Achúcarro, Pavel Gililov, Jerome Rose, Piotr Paleczny, Vladimir Viardo und Eliso Wirsaladze.
Mizuka Kano gewann verschiedene internationale Preise. Sie errang 2002 einen zweiten Preis beim Ersten Internationalen Rachmaninoff Wettbewerb in Los Angeles. 2005 errang sie den ersten Preis und den Publikumspreis beim 56. Internationalen Wettbewerb G. B. Viotti in Vercelli (Italien). 2008 gewann sie den ersten Preis beim Internationalen Robert-Schumann-Wettbewerb für Klavier in Zwickau. Im selben Jahr erhielt sie ein Stipendium des Bundespräsidenten beim Mendelssohn-Wettbewerb Berlin als Pianistin im Eos Klavierquartett.
Als Solistin spielte sie u. a. mit dem Moskau Radio Symphonie Orchester, dem Pasadena Philharmonic Orchestra (Kalifornien), dem Orchestra Sinfonica di San Remo (Italien), dem Minami Osawa Orchester (Japan) und dem Münchener Kammerorchester. Außerdem wirkte sie als Kammermusikerin und spielte in verschiedenen Besetzungen – von Liedbegleitung und Duo bis zum Klavierquintett. Sie konzertierte in Deutschland, Japan, Italien, Großbritannien, Österreich und den USA.